# Ya veremos
Pour plus de détails, voir Fiche technique et Distribution.
Ya veremos est un film mexicain réalisé par Pitipol Ybarra, sorti en 2018.

## Synopsis
Rodrigo et Alejandra, un couple divorcé, doivent se retrouver et organiser une opération de yeux pour leur fils Santi, sans quoi il perdra la vue.

## Fiche technique
- Titre : Ya veremos
- Réalisation : Pitipol Ybarra
- Scénario : Alberto Bremer
- Musique : Manuel Riveiro
- Photographie : Martín Boege
- Montage : Diego Macho Gómez
- Production : Rodrigo Bello, Victor Hugo Pujol Lopez, Jacobo Nazar et Rodrigo Trujillo
- Société de production : Sobras International Pictures, A Toda Madre Entertainment, Bh5 et Videocine
- Pays :  Mexique
- Genre : Comédie dramatique
- Durée : 85 minutes
- Dates de sortie : 
  -  Mexique : 2 août 2018

## Distribution
- Mauricio Ochmann : Rodrigo
- Fernanda Castillo : Alejandra
- Emiliano Aramayo : Santi
- Erik Hayser : Enrique
- Rodrigo Cachero : Dr. Rubén Darío
- Paco Rueda : Ignacio, l'infirmier
- Ariel Levy : Dr. Ernesto
- Estefanía Ahumada : Irma
- Angella Tomato : Koyuki
- Katsuhiro Honda : Akito

## Accueil
Le film a reçu un accueil défavorable de la critique. Il obtient un score moyen de 25 % sur Metacritic.

## Box-office
Le film a rapporté 14,1 millions de dollars et a signé le deuxième meilleur démarrage de l'histoire au box-office mexicain derrière Ni repris ni échangé.